# Calcul de fondations
 (février 2013).
Si vous disposez d'ouvrages ou d'articles de référence ou si vous connaissez des sites web de qualité traitant du thème abordé ici, merci de compléter l'article en donnant les références utiles à sa vérifiabilité et en les liant à la section « Notes et références ».
Le Calcul de fondations sont les calculs réalisés en ingénierie des structures en vue de dimensionner les fondations.
On distingue d'une part les fondations superficielles caractérisées par un rapport de la profondeur d'assise à la largeur de la fondation  assez faible, typiquement inférieur à 3 ; d'autre part les fondations profondes pour lesquelles ce rapport est généralement supérieur à 6. Entre ces deux catégories se trouvent les fondations semi-profondes.
La différence entre ces deux types de calculs vient du fonctionnement mécanique et du mode de rupture qui sont différents pour ces deux types de fondations distinguées plus haut.
Les réglementations nationales prévoient un certain nombre de dispositions technologiques ainsi que de calcul, relatifs à chaque type de fondations. En France, le calcul des fondations superficielles courantes se fait à partir du Document Technique Unifié (DTU) 13-12, alors que le calcul des fondations profondes se fait à partir de la norme NF P 94-262 (norme d'application nationale de l'Eurocode 7 qui remplace le Fascicule 62 Titre V et le DTU 13-2).